# Émetteur de Hambourg-Billstedt

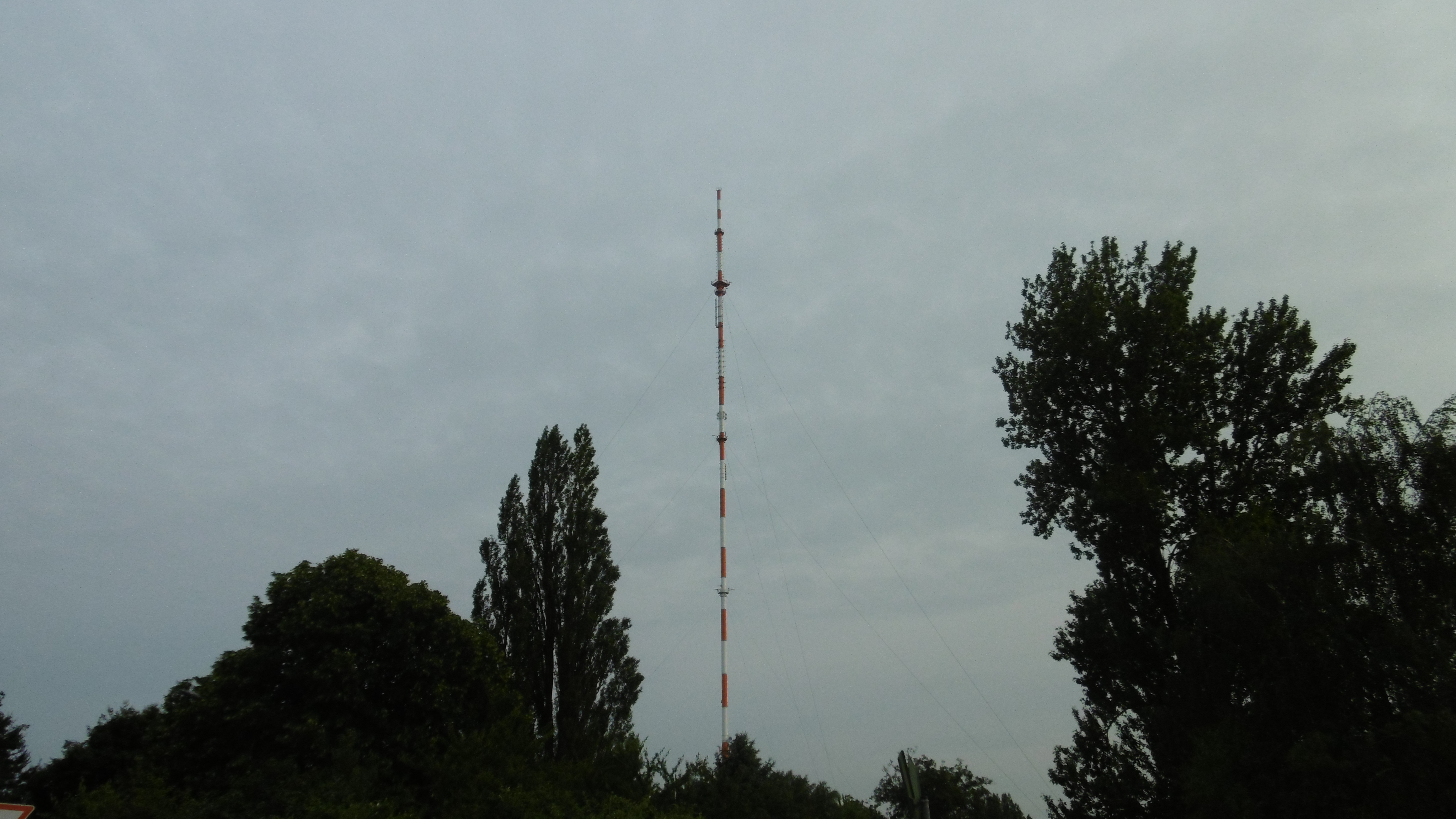
Émetteur de Hambourg-Billstedt 2017

L'émetteur de Hambourg-Billstedt est une station émettrice située à Hambourg-Billstedt, construite en 1934. 
Il appartient au service de radiodiffusion public de Norddeutscher Rundfunk qui l'exploite en partie. De 1934 à 1949, il a employé comme antenne de transmission un fil accroché au haut d'une tour en bois de 145 m. En 1941, sa taille est réduite à 84,5 mètres et en 1949, elle est démolie. 
En 1940, une deuxième antenne sous la forme d'une antenne de secteur de triangle a été construite. Cette antenne permettant la transmission sur un grand choix de fréquences. Elle a été démolie dans les années 1950. En 1949/50, un grand mât de 198 mètres de haut avec un camp aérien et une antenne de transmission pour ondes ultracourtes et TV sur son dessus a été construit.
De ce mât, entre 1953 et 1962, le programme de l'émetteur allemand en grandes ondes a été annoncé. Ce programme a été transmis en mode spécial de modulation, la modulation de bande latérale simple compatible, permettant une plus petite largeur de bande et la possibilité de réception avec les récepteurs conventionnels. Puisque ce mât était sous haute tension, les antennes pour ondes ultracourtes et TV sur son dessus ont été alimentées par l'intermédiaire d'une ligne de Goubot. Dans la première moitié des années 1960, ce mât aérien a été démonté et l'installation réelle a construit. Elle se compose : 
- Mât avec un hauteur de 300 mètres, pour ondes ultracourtes et TV, construit en 1960.
- Mât pour ondes moyennes avec une hauteur de 184 mètres. Il est équipé donc d'un isolateur de séparation dans une taille de 101 mètres.
- Mât pour ondes moyennes aves une hauteur de 120,9 mètres et un diamètre de 0,7 mètre. Ce mât a été construit en 1939. Il s'est tenu jusqu'en 1963 dans Osterloog et a été démonté cette année et reconstruit à Hambourg-Billstedt.
- Mât réflecteur avec une hauteur de 77 mètres isolés de la terre, construit en 1979.